# 长沙港
长沙港是中国内河36个主要港口之一，是湖南省吞吐量最大的单一港区，是集进出口集装箱、大宗件杂货、滚装、散货装卸、运输于一体，“水铁”无缝对接的现代化枢纽港口。
长沙港霞凝中心港区位于城北的开福区，湘江中下游东岸；东靠贯穿南北的京广铁路、南依东西走向的长石铁路，毗邻长沙北站，铁路专线规划进港；公路与京港澳高速、沪昆高速和107国道相连，可直达黄花国际机场，形成铁、公、水、空立体交通网络。

## 历史
春秋战国时，长沙开始在今湘江西岸的三汊矶修筑港城，即后人所谓的“古北津城”。
唐代，长沙成为四大米市之一，长沙港在其中有着关键作用。
清朝康乾时期，长沙城人口大增，港口码头已由清初的9个增至27个。
1904年，长沙港辟为商埠，来往商船络绎不绝。
1995年，交通部确定长沙港为中国内河23个港口主枢纽之一。
1997年，长沙市人民政府选址霞凝建设长沙港口主枢纽。
2003年7月，以集装箱为主长沙新港一期工程竣工。
2006年9月，以件杂货、干散货为主的长沙新港二期工程投产。

## 统计数据
| 年度 | 件杂散货 （单位：万吨） | 集装箱 （单位：TEU） | 合计 （单位：万吨） | 同比    |
| ---- | ----------------------- | -------------------- | ------------------- | ------- |
| 2015 | 227                     | 121000               | 469                 | 33%▲    |
| 2016 | 295                     | 121000               | 537                 | 14%▲    |
| 2017 | 391                     | 148000               | 688                 | 28%▲    |
| 2018 | 481                     | 164000               | 809                 | 18%▲    |
| 2019 | 629                     | 165291               | 960                 | 18.6%▲  |
| 2020 | 825                     | 145025               | 1115                | 18.43%▲ |
| 2021 | 1050                    | 200000               | 1450                | 29.9%▲  |
| 2022 | 810                     | 205919               | 1222                | 14.61%▼ |